# ایشیک آقاسی
ایشیک آقاسی یا ائشیک آقاسی باشی منصبی در دوره صفویان و قاجاریان بود که به کارهای تشریفات بیرون از دیوان می‌پرداخت. ایشیک آقاسی رئیس رؤسای بیرون محسوب می‌شد و رئیس تشریفات صفویان و رئیس ایشیک خانهٔ قاجاریان بود. (ایشیک در ترکی به معنی بیرونی است  و ایشیک اقاسی به معنی سرور کارهای بیرونی دربار اندرونی و بیرونی  هر یک دو ٰ بخش از دربار بود).
در دوره صفوی ایشیک آقاسی باشی رئیس تشریفات، و در حکم آجودان بود که پیوسته با چماقی نقره‌ای در مجلس شاه حاضر می‌شد. یکی از ایشیک آقاسی باشی‌ها در دوره شاه محمد خدابنده غازی‌بیگ ذوالقدر بود.
در دوران پهلوی اول، عنوان این منصب به وزیر تشریفات تغییر نام داد. 